# Croácia nos Jogos Olímpicos de Inverno de 1998
A Croácia competiu nos Jogos Olímpicos de Inverno de 1998, realizados em Nagano, Japão.